# Alfonso Pazos Cid
Alfonso Pazos Cid   (Ourense, valor desconegut - Ciutat de Mèxic, 8 de març de 1978) fou un advocat i polític gallec. Fou president de la Joventut Republicana d'Ourense (1928). En 1930 va constituir l'associació d'escriptors Akademos d'Ourens amb Cándido Fernández Mazas. Militant del Partit Republicà Radical Socialista, fou elegit diputat per la província d'Ourense com a independent a les eleccions generals espanyoles de 1931. No va renovar el mandat a les eleccions de 1933, però tornà a ser escollit per la mateixa circumscripció dins les llistes d'Unió Republicana a les eleccions generals espanyoles de 1936. Després de la guerra civil espanyola es va exiliar, i el 1949 va participar en el Congrés Mundial de Partidaris de la Pau celebrat a París, juntament amb Bibiano Fernández Osorio Tafall, Mariano Ruiz-Funes García i José Giral.
Es va casar amb María del Pilar Bande Rodríguez i ha estat pare de Alfonso Pazos Bande, i avi del presentador Sergio Pazos.